# Oecetis floridanus
Oecetis floridanus är en nattsländeart som först beskrevs av Banks 1905.  Oecetis floridanus ingår i släktet Oecetis och familjen långhornssländor. Inga underarter finns listade i Catalogue of Life.